# Grzech

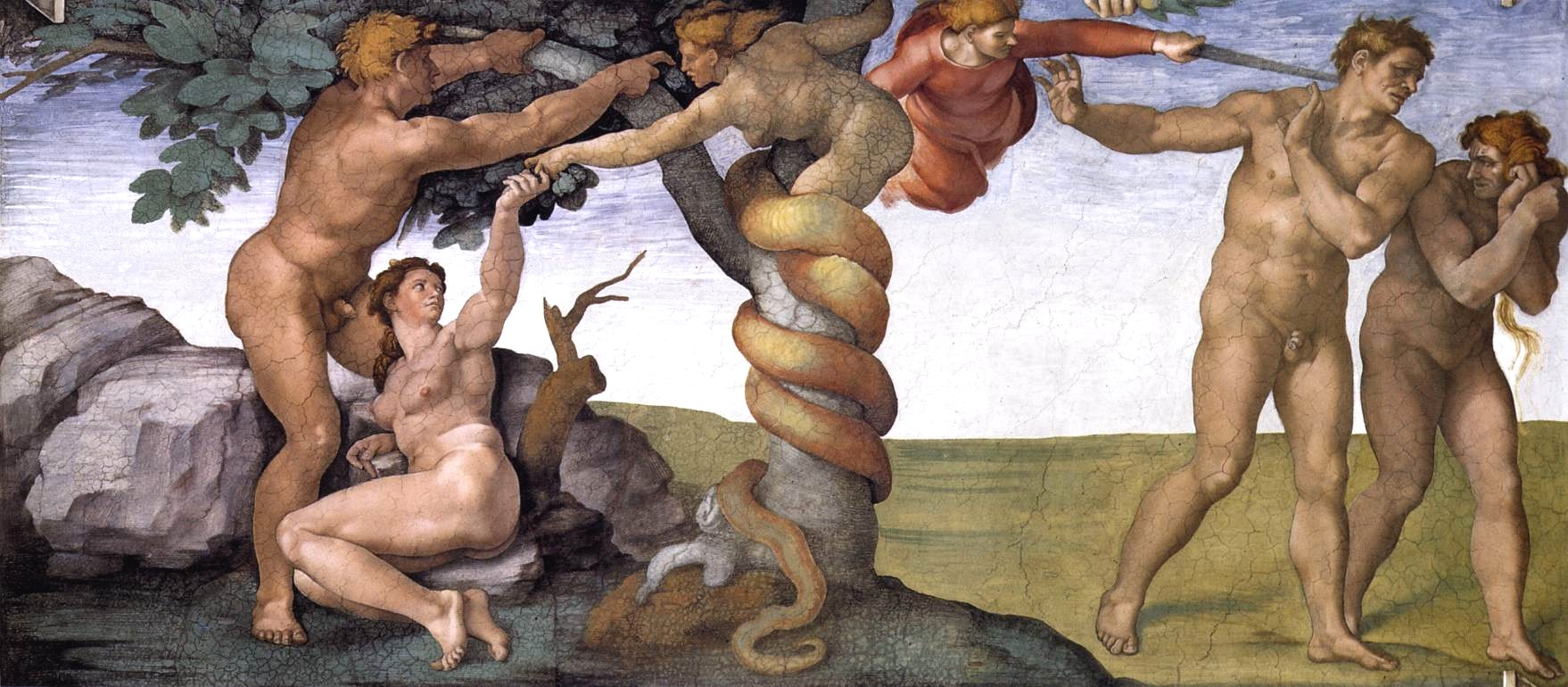
Fresk z Kaplicy Sykstyńskiej Grzech pierwszych rodziców i wypędzenie z raju.

Grzech – przekroczenie norm religijnych. W religiach, w których Bóg jest bytem osobowym, jak judaizm i chrześcijaństwo, grzech oznacza dobrowolne zerwanie przymierza z Bogiem poprzez dokonanie złego czynu.

## Znaczenie
Dokładniej jest to świadome i dobrowolne działanie lub jego brak (grzech zaniechania), bądź też postawa, która stoi w sprzeczności z nakazami Boga lub bogów danej religii. Inaczej rzecz ujmując grzech to postawa lub działanie wbrew Bogu, sprzeczne z jego charakterem, powodujące świadomą alienację jednostki ludzkiej wobec tegoż Boga.
Przeważnie religie rozróżniają różne rodzaje, wagi, czy stopnie grzechu, a określenie „grzech” niekoniecznie stosowane jest do wszystkich tego typu działań. Popełnienie grzechu częstokroć oznacza wstąpienie w stan nieczystości, który jeśli nie zostanie usunięty, może prowadzić do kary w życiu pozagrobowym, zwykle jest to zesłanie do piekła lub brak jedności z Bogiem.
W niektórych religiach grzechy popełnione przez przodków mogą być dziedziczone. Szczególnym przypadkiem jest grzech pierworodny w części wyznań chrześcijańskich, który oznacza skażenie natury wszystkich ludzi przez ich skłonność do czynienia zła. Grzech ten zostaje usunięty w czasie chrztu (lecz nie znosi skłonności do zła), będącym jednocześnie sakramentem inicjującym w katolicyzmie (obrzęd jego odczynienia przeprowadzali np. Prusowie).
Grzech jest zazwyczaj uważany za czyn obiektywnie zły (obiektywna ocena grzechu nie ma zastosowania w przypadku zdefiniowanego dobra i zła jako subiektywnych wartości moralnych), jednak jeżeli jego działanie nie jest świadome i dobrowolne to, odpowiedzialność za tenże grzech (według części systemów wyznaniowych) może być zmniejszona. Grzechem cudzym nazywa się działanie lub jego brak, które prowadzi do grzechu drugiego (obojętność czy namawianie do grzechu). Potocznie grzechem nazywa się myśl, wypowiedź lub czyn moralnie naganny, szkodzący innym lub (według części wyznań) osobie dokonującej grzechu. Grzech w tym znaczeniu oddala grzesznika (grzeszącą osobę) od bóstwa i innych ludzi, obciążając jednocześnie sumienie tej osoby winą.
Według Władysława Witwickiego poczucie grzechu, poczucie czegoś nieczystego towarzyszy poczuciu świętości. Grzeszne wydają się być czyny szkodliwe dla społeczeństwa – wtedy poczucie grzechu staje się wyrazem instynktu społecznego. W innych wypadkach napiętnowane bywają tym znamieniem zachowania obojętne etycznie, na przykład zjadanie pewnych pokarmów nieszkodliwych czy praca w pewnych dniach. Człowiek o żywym poczuciu religijnym odczuwa jako grzech nie tylko pewien rodzaj czynów, ale również odczuwa stan grzechu, czyli stan trwałej nieczystości w sobie samym lub w innych.

## Chrześcijaństwo

### Biblijne pojęcie grzechu
Biblia ukazuje Boga jako wszechmogącego, transcendentnego Stwórcę. Jest on pełen miłosierdzia wobec człowieka, który jawi się jako grzesznik, jedno z najbardziej niewdzięcznych stworzeń. Trzeci rozdział Księgi Rodzaju ukazuje grzech człowieka w jego wielu aspektach. Grzech Adama i Ewy ukazany został tam jako nieposłuszeństwo Bogu i Jego przykazaniu. Towarzyszył mu wewnętrzny akt pychy, człowiek chciał być jak Bóg. Dokonało się to przez namowę diabła. Grzech nie był jedynie czymś zewnętrznym, zniszczenie dotknęło bowiem najgłębszych pokładów osobowości. Zmienił człowieka i jego położenie na gorsze, zanim doznał on kary Bożej. Symbolem tego było poczucie wstydu i nagości. Człowiek doznał też śmierci, będącej brakiem życia, nieobecnością Bożej dobroci. Fizyczna śmierć, wobec braku jasnych pojęć eschatologicznych, jawiła się jako pozbawienie wszelkiego dobra, zamknięcie zbawienia. Ojcowie Kościoła, jak Augustyn z Hippony akcentując śmierć fizyczną, podkreślali właśnie tę całościową rzeczywistość śmierci (por. Państwo Boże 13.12). Podobnie rozumiała go liturgia Kościoła, przywołując śmiertelną kondycję człowieka w pokutnym obrzędzie posypania popiołem. Pojęcie śmierci związanej z grzechem, znajduje swe dalsze wyjaśnienie w rozdz. 4-11 Księgi Rodzaju. Opisują one stan ludzkości przed Abrahamem, ukazując rozpowszechnianie się grzechu na cały świat. Grzech jest więc tam rozumiany jako niewola, z której nie ma wyzwolenia siłami ludzkimi – jedynie interwencją Bożą. Stąd następuje w Biblii opis Egiptu, jako domu niewoli (Wj 20,2; Pwt 5,6), będącego ziemią bożków, a więc ziemią grzechu (por. Ez 20,7; Oz 7,16; 8,13; 13,4). Rozdział trzeci Księgi Rodzaju nie postrzega grzechu jedynie w kategoriach pożądliwości, jest dramatem dokonującym się między Bogiem człowiekiem i diabłem, gdzie wyłączony jest gnostycki dualizm. Diabeł jest przedstawiony jako zwierzę (wąż), a więc jako stworzenie Boże. Razem z nędzą, w jaka popadł człowiek, ujawnia się Boża dobroć i miłosierdzie. Św. Paweł zauważy, że chociaż człowiek zgrzeszył, został pokonany przez zło, jednak ostatecznie może „zło dobrem zwyciężać” (Rz 12,21). Dzięki tej wypowiedzi apostoła i z kontekstu biblijnego można zrozumieć, że kara Boża miała charakter leczniczy. Ireneusz z Lyonu widział grzech Adama jako integralną część Bożego planu zbawienia. Stąd również Exultet głosi: „Szczęśliwa wina, która zasłużyła na takiego Odkupiciela”.

### Kościół ojców apostolskich
Od samego początku chrześcijaństwa, autorzy takich dzieł jak Didache, Pasterz Hermasa, także Ignacy Antiocheński w swoich Listach i in. wyrażali przekonanie, że grzechy ciężkie nie są rzadkie wśród chrześcijan. C. Vogel podaje spis dwunastu grzechów zaczerpnięty z pism nowotestamentalnych i ojców apostolskich: 
1. Nieczystość: cudzołóstwo, nierząd, pederastia, pożądliwość, słowa nieczyste
2. Zabójstwo
3. Bałwochwalstwo
4. Magia
5. Chciwość
6. Kradzież
7. Zawiść: zazdrość, zła żądza, miłość próżnej chwały, nienawiść
8. Kłamstwo: fałszywe świadectwo, fałszywe przysięgi, hipokryzja, obmowa
9. Złość: gniew, niepodporządkowanie się, kłótliwość, perwersyjność, zły charakter, złe plotki, obraźliwe wyzwiska, krzywda, wprowadzanie w błąd.
10. Pycha: zarozumiałość, próżność, arogancja.
11. Niestałość i głupota
12. Pijaństwo i nieumiarkowanie[4].

### Katolicyzm

#### Definicja według św. Tomasza z Akwinu
Według definicji Tomasza z Akwinu, którą zaczerpnął od Augustyna z Hippony,

Grzech jest to powiedzenie, uczynienie lub pożądanie czegoś przeciwnego prawu wiecznemu.

W rozumieniu Tomasza z Akwinu prawo wieczne strzeże podstawowego sensu życia człowieka, a czyli grzech jako przekroczenie tego prawa, to każde takie zachowanie, które niszczy ludzkie życie, jego godność i znaczenie: 

Prawo wieczne przede wszystkim i z zasady ukierunkowuje człowieka ku celowi /życia/, a więc sprawia, że człowiek ma dobrą postawę wobec wszystkiego tego, co odnosi się do celu /życia/.

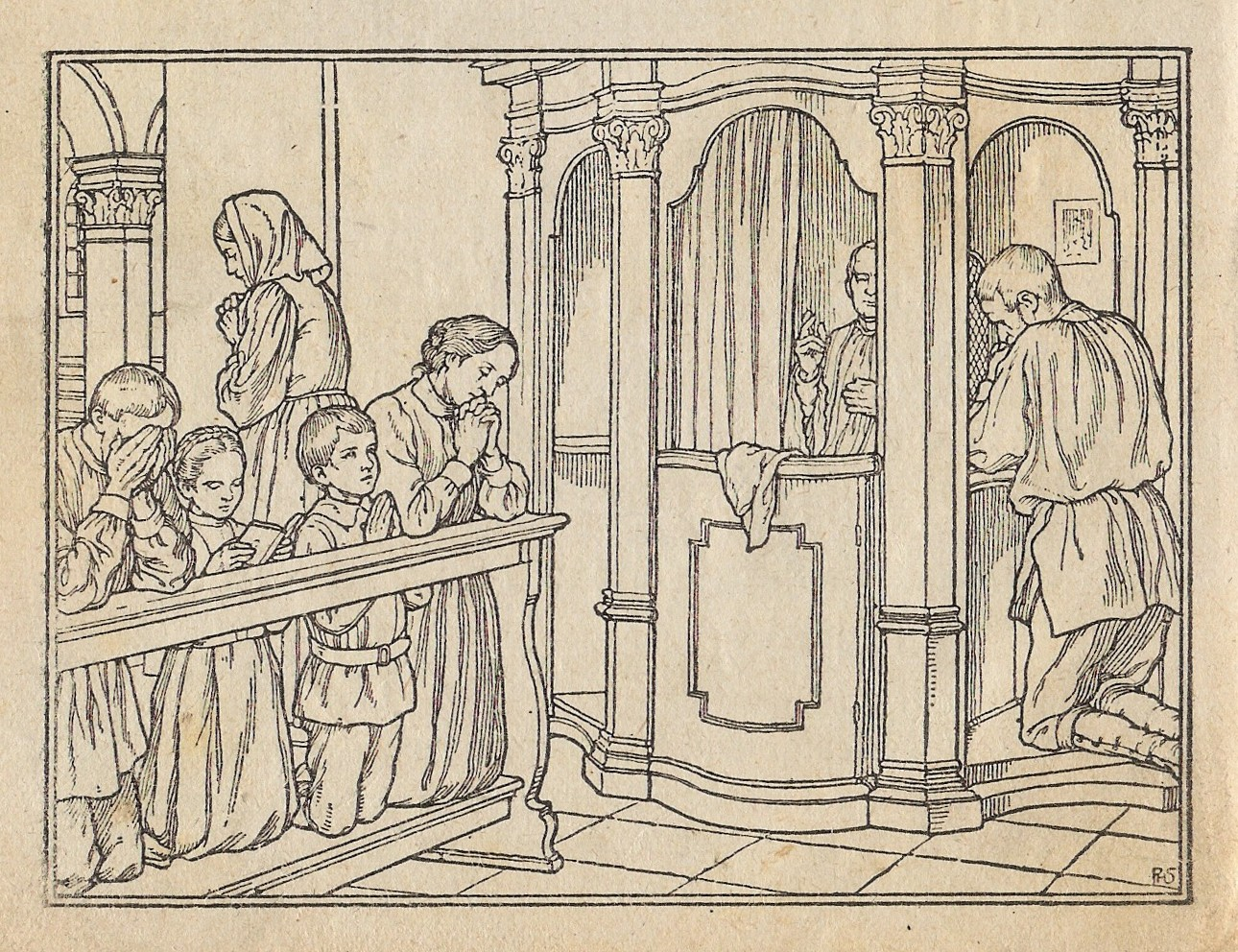
Grzech jest w katolicyzmie istotnym elementem doktryny i duszpasterstwa. Jedną z podstawowych dróg terapii jest sakrament pojednania, czyli tzw. spowiedź. Ilustracja z austriackiego podręcznika religii dla młodzieży z 1920 r.

Grzech śmiertelny jest, według innego sformułowania Tomasza, odwróceniem się od dobra niezmiennego, którym jest Bóg, a zwróceniem się ku dobru zmiennemu, czyli stworzeniom. Owo nieuporządkowane zwrócenie się ku stworzeniom jest elementem materialnym grzechu, nazywa się je inaczej pożądliwością /(łac.) concupiscentia/, podczas gdy elementem formalnym jest utrata przymierza z Bogiem, czyli pierwotnej sprawiedliwości. Jest ono nazywane winą śmiertelną – culpa mortalis (Summa theologiae III q86 a4; por. I-IIae q87 a4). Wina śmiertelna jest gładzona, kiedy przez łaskę usunięty zostaje stan odwrócenia umysłu od Boga. Wolna wola zwraca się wtedy ku Bogu w akcie wiary – actus fidei formatae. Zaś w odniesieniu do grzechu wolna wola dokonuje aktu pokuty – actus poenitentiae (STh III q86 a6 rad1). To nieuporządkowane zwrócenie się ku dobru zmiennemu pociąga za sobą karę doczesną – reatus poenae, która jedynie może przywrócić nieuporządkowanie grzechu do porządku sprawiedliwości (STh III q86 a5). Według Josefa Piepera, określenie „dobrowolne odwrócenie od Boga” (por. STh II-IIae q34 a2) jako jedyne ukazuje co dzieje się wewnątrz człowieka, gdy grzeszy. 
Grzech w nauczaniu Kościoła katolickiego jest świadomym i dobrowolnym przekroczeniem prawa bożego. Może to oznaczać zerwaniem jedności z Bogiem i może się wiązać z utratą łaski uświęcającej i w konsekwencji wiecznego zbawienia. Każdy grzech oddala od Boga – również grzech popełniony w stanie braku łaski uświęcającej (jego skutkiem może być m.in. większa trudność w nawróceniu się).
Podstawowym według katolicyzmu punktem wiary chrześcijańskiej, a szczególnie kerygmatu, jest uznanie ludzkiej grzeszności (skłonności do zła). Według katolików zrozumienie tego faktu pozwala na współdziałanie z łaską Boga i osiągnięcie szczęścia, które nie przemija, a zaczyna się już na ziemi. Jest jednak dogmatem Kościoła to, że wolna od grzechu była Najświętsza Maryja Panna, istnieje też dawna i szeroko uznawana teza teologiczna o wolności od grzechu świętego Józefa. Nauczanie Kościoła, w oparciu o Pismo Święte („Jeśli mówimy, że nie mamy grzechu, to samych siebie oszukujemy i nie ma w nas prawdy.” 1 J 1,8 według Biblii Tysiąclecia) głosi, że każdy człowiek jest grzeszny – również osoby beatyfikowane i kanonizowane. Kościół również wierzy, że łaska boża umożliwia człowiekowi unikanie grzechu.

#### Systematyka
Grzechy można przypisać do jednej w dwóch kategorii (podział ze względu na ciężar):
1. grzechy śmiertelne – zwracają człowieka w stronę przeciwną do jego ostatecznego celu, zabijają miłość do Boga, wymagają nadprzyrodzonej interwencji Boga w duszy grzesznika[11];
2. grzechy powszednie – spowalniają człowieka na drodze do jego ostatecznego celu, osłabiają miłość do Boga, wymagają szczerej woli poprawy i większej współpracy z łaską Bożą[12].

Powyższy podział służy do oceny grzechu w kontekście jego skutków dla życia wiecznego, lecz każdy grzech jest niesprawiedliwością wobec Boga i Jego dzieł. Człowiek w stanie grzechu śmiertelnego traci jedność z Bogiem (łaskę uświęcającą), więc nie może przystępować do Komunii Świętej bez wcześniejszego rozgrzeszenia w sakramencie pokuty i pojednania. Człowiek popełniający grzechy powszednie nie traci łaski uświęcającej, dlatego wystarczy wzbudzenie żalu za grzechy, aby je zgładzić. Sama Komunia Święta również to czyni.
Istnieją również inne kategorie grzechów, wyróżniające grzechy spośród innych:
- Grzechy wołające o pomstę do nieba — są to najpoważniejsze wykroczenia, uderzające zarówno w człowieka, jak i społeczeństwo w jakim żyje. Wymienione są m.in. w pkt. 1867 Katechizmu Kościoła Katolickiego.

- Grzechy cudze  — w katolicyzmie ściśle określona jest także odpowiedzialność moralna za współudział w grzechu cudzym. Katechizm wyróżnia dziewięć sposobów współuczestniczenia w cudzych grzechach:

1. Consilio - namawiać kogoś do grzechu.
2. Mandato - nakazywać grzech.
3. Approbatione - zezwalać na grzech.
4. Provocatione - pobudzać do grzechu.
5. Laude vel blandimento - pochwalać grzech drugiego.
6. Occultatione - milczeć, gdy ktoś grzeszy.
7. Participe - nie karać za grzech.
8. Silentio - pomagać do grzechu.
9. Defensio maleficii - usprawiedliwiać czyjś grzech[15].

- Grzechy zewnętrzne i wewnętrzne – w Kościele katolickim rozpatruje się grzechy zewnętrzne popełnione w wyniku aktu woli skierowanego ku światu zewnętrznemu lub wewnętrzne, które nie objawiają się zewnętrznymi aktami woli[16].

### Świadkowie Jehowy
Świadkowie Jehowy uważają, że grzechem jest wszelkie działanie, myśl i uczucie niezgodne z miernikami Boga; łamanie prawa Bożego, czyli dopuszczanie się złych czynów, między innymi niecne postępowanie, niewywiązywanie się z powinności, bezbożna mowa, nieczyste myśli, samolubne pragnienia lub pobudki (Rz 3:23; 1 J 5:17; 3:4). Uważają, że Biblia odróżnia grzech odziedziczony od rozmyślnego oraz grzeszny czyn, którego się ze skruchą żałuje, od trwania w grzechu. Ciężar czynu, pobudki i częstotliwość popełniania grzechu to czynniki, które decydują o jego wadze. Bóg jest gotów przebaczać grzechy tym, którzy ich szczerze żałują, trzymają się w życiu zasad Bożych i okazują wiarę w Jezusa Chrystusa (Dz 3:19, 20). Grzech niewybaczalny, „grzech prowadzący do śmierci”, popełniany jest przez osoby zatwardziałe w czynieniu zła, które nie zmieniają swojego nastawienia ani złego postępowania. Chociaż uważają, że Biblia nie wspomina o zbiorze grzechów nazywanych siedmioma grzechami głównymi. Jednak mówi wprost, że popełnianie poważnych grzechów sprawia, że dana osoba nie uzyska wybawienia (Hbr 10:26, 27; 1 J 5:16).

## W islamie
Według hadisów, istnieje siedem głównych grzechów:
1. szirk (oddawanie czci innym bogom niż Allah)
2. magia
3. zabójstwo
4. przejęcie własności sieroty (zobacz też: dzieci w islamie(inne języki))
5. lichwa
6. ucieczka z pola bitwy
7. pomawianie czystej kobiety o cudzołóstwo

Muzułmanie nie uznają odkupienia grzechów przez ofiarę, lecz jedynie skruchę i naprawienie wyrządzonego zła. Według charydżytów, poważne grzechy czynią człowieka kafirem (niewiernym). Islam nie rozróżnia między kategorią grzechu i przestępstwa, osoba popełniająca poważny grzech podlega karze szariatu już za życia, a jeśli nie odpokutuje, to również karze Allaha po śmierci, w piekle.

## W buddyzmie
W buddyzmie nie używa się pojęcia grzechu, gdyż zaprzecza to np. prawom karmy, reinkarnacji, siunjata, czy też naturze buddy.
Prawo karmy wykazuje np. że rezultaty powstałe z danych czynów doświadczane są tylko przez istotę, która je wykonała i nikt nie może wyzwolić bądź zbawić z tego "z zewnątrz".
Działania ściśle prowadzą do odpowiadających im rezultatów, które doświadczy się w przyszłości odpowiednio jako szczęście bądź cierpienie (w tym lub w przyszłych żywotach) również zgodnie z procesem reinkarnacji.
Owo prawo reinkarnacji jest sprzeczne z pojęciem "nieuchronności" grzechu. Wszystko jest współzależnie istniejące, tak że rezultaty, które "zaowocowałyby" cierpieniem w danym dogodnym do tego czasie, mogą być wyparte przez nowe działania, których rezultaty "zaowocują" szczęściem w tym właśnie czasie. O kolejnym odrodzeniu decydują rezultaty z niezliczonych uczynków zgodnie z buddyjskim prawem karmy. Uczynki wykonywane były nie tylko w obecnym życiu, ale i w poprzednich niezliczonych żywotach, jak i również, co podkreślane jest w buddyzmie tybetańskim, wykonywane będą nawet po śmierci w stanie przejściowym bardo tuż przed kolejnymi narodzinami. Nie może więc być żadnego fatalizmu na podobieństwo chrześcijaństwa, np. pojęcia grzechu śmiertelnego na wieczne piekło. 
Ponadto prawo dwunastu ogniw współzależnego powstawania opisuje proces reinkarnacji tak, że pierwszym i fundamentalnym ogniwem jest niewiedza. Pod wpływem owej niewiedzy indywidualnie podlega się cierpieniu, a jeżeli ją się usunie, odkryte będzie nieuwarunkowane szczęście nirwany i wrodzona każdemu mądrość siunjata bycia w zgodzie z naturą rzeczywistości taką jaką jest, a nie jaką się tylko wydaje przejawiać pod wpływem splamień umysłu. Coraz bardziej będzie się odkrywać wrodzoną sobie naturę Buddy.
Rozpatrując pojęcie natura Buddy warto zaznaczyć fundamentalną różnicę pomiędzy buddyzmem a np. chrześcijaństwem, gdzie stosuje się pojęcie "grzechu pierworodnego". Natura Buddy ze wszystkimi doskonałymi cechami jest wrodzona naturalnie wszystkim "czującym istotom". Parafrazując, wszyscy ludzie mają więc "doskonałość pierworodną". Główny traktat jogaczary o naturze Buddy, "Mahayana Uttaratantra Shastra", opisuje to następująco: 
"Doskonała kaja Buddy (sanskryt buddhakaya, synonim trzech ciał Buddy) jest wszystko obejmująca. (Owa) Takość jest poza wszelkimi podziałami. Wszystkie czujące istoty mają tę sposobność. Ponieważ one mają zawsze naturę Buddy. Budda powiedział: wszystkie istoty mają naturę Buddy "ze względu na obecność mądrości zawsze wrodzonej czującym istotom, ze względu na niesplamioną naturę poza dualizmem (subiekt-obiekt), ze względu na rezultat stanu Buddy."